# Bernard II de Bigorre
Pour les articles homonymes, voir Bernard II.
Bernard II (v. 1014 - † 1077) est un comte de Bigorre de 1038 à 1077, et fils de Bernard Roger, comte de Foix et de Couserans, et de Gersende, comtesse de Bigorre.

## Biographie
Son père avait commencé la rédaction des fors de Bigorre, c'est-à-dire un ensemble de coutumes qui régissent la vie dans le comté, et Bernard II termine l’entreprise vers 1060. Ces fors définissaient les droits et devoirs respectifs du comte, des nobles et des sujets. Une nouvelle forteresse ne pouvait pas être construite sans l’accord du comte, et les habitants devaient choisir pour seigneur un vassal du comte. L’autonomie des vallées de Lavedan et de Barèges est également confirmée.
En 1062, il entreprend avec son épouse un pèlerinage au Puy-en-Velay et place son comté sous la protection de Notre-Dame du Puy-en-Velay. Cette action relativement anodine, car Bernard Tupamaler fera de même en plaçant l’Armagnac sous la protection de Notre-Dame d’Auch, sera deux siècles plus tard interprété comme une donation. Lors de querelle de succession du comté de Bigorre au XIIIe siècle, Philippe le Bel, roi de France et seigneur du Velay, entretemps rattaché au domaine royal, usera de ces prétendus droits sur le Bigorre pour l’annexer et le rattacher au royaume.

## Mariages et enfants
Il épouse en premières noces une certaine Clémence († 1062) qui donne naissance à :
- Raymond II († 1080), comte de Bigorre ;
- Clémence († avant 1065) mariée vers 1055 à Armengol III (ou Ermengaud III), comte d’Urgell.

De ce mariage sont peut-être également nées :
- Étiennette, mariée à Guillaume Ier, comte de Bourgogne ;
- Ermensinde, mariée à Guillaume VII d'Aquitaine, duc d'Aquitaine et comte de Poitiers, et mère de Clémence, mariée à Conrad Ier, comte de Luxembourg.

Veuf, Bernard II se remarie à la fin de l'année 1063 avec Étiennette Douce de Marseille, fille de Guillaume II, vicomte de Marseille et d’Étiennette des Baux, et veuve de Geoffroi Ier, comte de Provence. De ce mariage est née :
- Béatrix Ire (1064 - †1095), comtesse de Bigorre après la mort de son demi-frère, mariée en 1079 à Centulle V, vicomte de Béarn[5].